# Modo menor

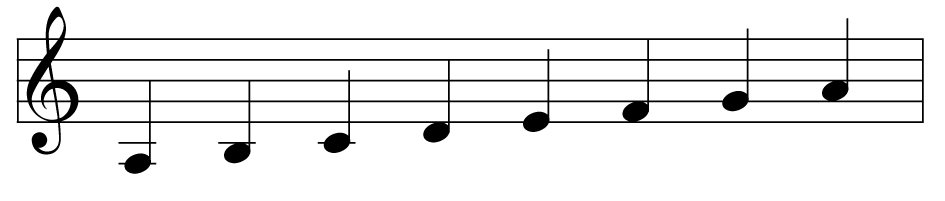
Escala de la menor.

En teoría musical, el modo menor es un sistema de organización tonal basado en escalas musicales que tienen como característica principal la presencia de una tercera menor entre el primer y tercer grado (un tono y medio). Esto significa que la distancia entre la tónica y la tercera nota de la escala es de un tono y medio, en contraste con la tercera mayor presente en el modo mayor.
Existen tres formas principales de la escala menor:
- Escala menor natural, que sigue estrictamente la estructura modal sin alteraciones accidentales.[2]
- Escala menor armónica, que se caracteriza por elevar el séptimo grado para crear un intervalo de segunda aumentada con el sexto grado, otorgando mayor tensión armónica.[2]
- Escala menor melódica, en la cual se elevan el sexto y séptimo grados cuando la escala asciende, pero generalmente se tocan en su forma natural al descender.[2]

El modo menor tiene un carácter expresivo frecuentemente asociado con emociones como la melancolía, la introspección y la tensión dramática. Su uso es fundamental en una amplia variedad de estilos musicales, desde la música clásica hasta el jazz, el rock y otros géneros contemporáneos.

## Generalidades

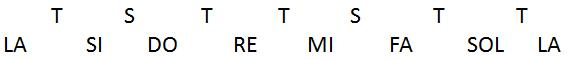
Secuencia de intervalos en la escala menor de la.
T = tono S = semitono

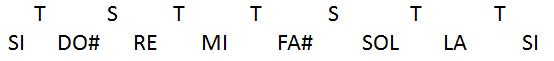
Secuencia de intervalos en la escala menor de si.
T = tono S = semitono

En teoría musical, se considera menor aquella escala cuyo tercer grado está a distancia de un intervalo de tercera menor sobre la tónica. Esta definición incluye diversas escalas: dórica, frigia, eólica o menor, menor melódica, etc.
La secuencia de intervalos en la escala menor es: tono, semitono, tono, tono, semitono, tono, tono; exactamente como si comenzáramos la escala mayor desde su sexto grado. 
La correspondencia entre escala mayor y escala menor viene dada por un tono y medio de una respecto de la otra. Por ejemplo: si menor es la escala relativa menor de re mayor. Mi menor es la escala relativa menor de sol mayor. Está construida a partir de la relativa de do mayor (basada en do), que es la, donde se construyen los intervalos entre grados de la escala. Así, la escala menor de la no tiene alteraciones, sobre la misma estructura se construyen las demás escalas, cuyas notas se irán alterando para ajustarse al intervalo indicado, como se puede observar en la escala de si.

## Tipos

### Escala menor natural
La escala menor natural es equivalente al modo eólico de la escala mayor. La escala menor natural de la (que coincide con las teclas blancas del piano al igual que su relativo mayor, do mayor) está formada por las notas: la, si, do, re, mi, fa, sol y la. 
La tradición musical occidental normalmente ha utilizado esta escala introduciendo una variación para tener mayor estabilidad. Dado que el acorde que se forma sobre el quinto grado de la escala menor natural es menor, históricamente se ha alterado la tercera de este acorde para que la cadencia V-I sonara más conclusiva. Esto nos da como resultado la llamada escala menor armónica.
Escala menor natural: 1 2 ♭3 4 5 ♭6 ♭7

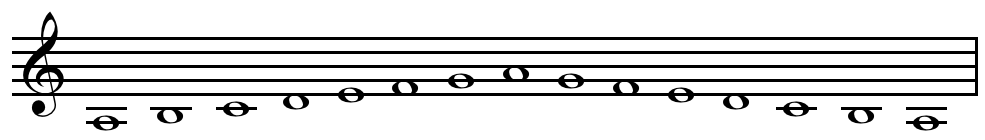
Escala menor natural de la.

Los acordes que se forman en cada grado de la escala menor natural son los siguientes:
- I, acorde menor.
- II, acorde disminuido.
- III, acorde mayor.
- IV, acorde menor.
- V, acorde menor.
- VI, acorde mayor.
- VII, acorde mayor.

### Escala menor armónica
Esta escala es la que se enseñaba tradicionalmente como escala menor en los conservatorios, según la Teoría de la Música del docente y teórico musical francés Adolphe-Léopold Danhauser (1835-1896) para evitar todo equívoco con la escala mayor relativa de la cual procede. La escala menor armónica se forma subiendo un semitono al séptimo grado. El siguiente ejemplo aclara este método usando la escala de la menor natural:
- Escala de la menor natural: la-si-do-re-mi-fa-sol-la
- Escala de la menor armónica: la-si-do-re-mi-fa-sol#-la

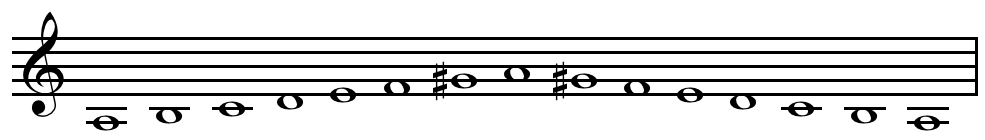
Escala menor armónica de la (se altera el grado VII).

Los acordes que se forman en cada grado de la escala menor armónica son los siguientes:
- I, acorde menor.
- II, acorde disminuido.
- III, acorde aumentado.
- IV, acorde menor.
- V, acorde mayor.
- VI, acorde mayor.
- VII, acorde disminuido.

Usos
Aunque evolucionó principalmente como base para acordes, la menor armónica con su segunda aumentada se utiliza a veces melódicamente. Se pueden encontrar ejemplos en Mozart, Beethoven (por ejemplo, el final de su Cuarteto de cuerda nº 14), y Schubert (por ejemplo, en el primer movimiento del Cuarteto de la Muerte y la Doncella). En este papel, se utiliza mientras desciende mucho más a menudo que mientras asciende. Un ejemplo familiar de la escala descendente se escucha en un Toque de campanas. Un anillo de doce campanas a veces se aumenta con un 5♯ y un 6♭ para hacer una escala menor armónica de 10 notas desde la campana 2 hasta la campana 11 (por ejemplo, en las campanas de la Catedral de Worcester).
La escala menor húngara es similar a la escala menor armónica pero con un 4º grado elevado. A veces también se hace referencia a esta escala como «carrera gitana», o alternativamente «escala menor egipcia», como menciona Miles Davis que la describe en su autobiografía como «algo que había aprendido en Juilliard». 
En la música popular, ejemplos de canciones en menor armónica incluyen «Easy Please Me» de Katy B, «My Prerogative» de Bobby Brown, y «Bust Your Windows» de Jazmine Sullivan. La escala también tuvo una notable influencia en el heavy metal, engendrando un subgénero conocido como metal neoclásico, con guitarristas como Chuck Schuldiner, Yngwie Malmsteen, Ritchie Blackmore, y Randy Rhoads empleándolo en su música.

#### Hiato y segunda aumentada
Los términos hiato y segunda aumentada, que a veces se utilizan como sinónimos, denotan situaciones distintas que se manifiestan de manera diferente en la práctica musical.
En la representación generalmente aceptada de la menor armónica como escala material, surge una segunda aumentada entre el sexto y el séptimo grado, que es aumentada en relación con la menor pura: tres semitonos), esto no representa un intervalo melódicamente realizable para la práctica compositiva debido al fundamento armónico de la escala y es tratado en composición como un «intervalo muerto» con un efecto separador, por ejemplo a través de los límites de frase, y en esta calidad se denomina hiato ('hendidura', también 'párrafo vocal').
Para el teórico musical francés Jean-Philippe Rameau, cuyo sistema se basaba en conexiones de acordes en quintas y tonos comunes entre ellos, una secuencia de acordes de la subdominante menor a la dominante mayor (en La menor: de Re m a Mi) suponía una ruptura del sistema debido al paso de tono entero de las notas fundamentales y a la falta de tonos comunes, que sólo reconoció más tarde como doble dominante a través del double emploi, la interpretación de la subdominante con sexta ajoutée  antes de un acorde de dominante como doble dominante. (IV6 igual a II7-V). El carácter inarmónico de la armonización de la sucesión de sextas y séptimas aumentadas a través de acordes con tonos fundamentales vecinos en los grados cuarto y quinto le llevó a suponer una ruptura («hiato») en la secuencia armónica de los tonos de escala de la menor. Así, interpretó la escala menor armónicamente legitimada (por ejemplo, con la tónica menor en La) como GIS-A Si c d e f (sin octava final). Sólo la elevación adicional del sexto grado a la escala menor melódica, que también tematizó teóricamente por primera vez, permitió la representación de, por ejemplo, La menor en el ámbito de octava de La a a que es común hoy en día.
Como intervalo melódico, el excesivo paso de tono entero fue evitado durante mucho tiempo en la práctica compositiva occidental debido a su complicada proporción oscilación-número (75:64 en afinación pura), que era percibida como inarmónica, y neutralizada tanto en la representación de la escala como por la línea melódica (por ejemplo, en Johann Sebastian Bach a menudo por un salto disminuido de séptima hacia abajo: e-f GIS-A) omitido o neutralizado como intervalo muerto entre límites de frase, por ejemplo en la sucesión de una frase que termina en la subdominante menor en posición de umbral y una frase que comienza con la dominante mayor en tercera posición: Am7 (posición de séptima) - Dm (tercera posición) // E7 (tercera posición) - Am (posición de octava).
A diferencia del hiato, la segunda aumentada no tiene efecto separador en las llamadas escalas gitanas, por ejemplo, sino que conecta los dos tonos del intervalo mediante un paso de tono entero aumentado, que aquí se utiliza explícitamente como rasgo estilístico de la línea melódica.

### Escala menor melódica
La escala menor melódica tiene la particularidad de que ―cuando se interpreta con movimiento ascendente― sus grados VI y VII ascienden un semitono, pero ―cuando el movimiento es descendente― se tocan sin cambios, es decir, que permanecen naturales. Combina la escala menor bachiana (al interpretarlo hacia los agudos), y la escala menor natural (al tocarlo hacia los graves).

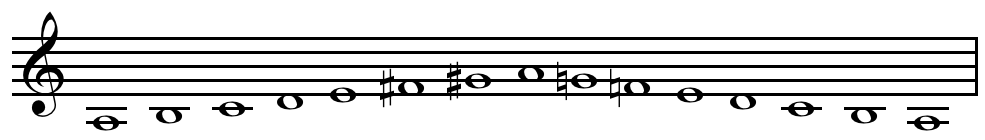
Escala menor melódica de la (ascendiendo se alteran los grados VI y VII, descendiendo no).

Los acordes que se forman en cada grado de la escala menor melódica son los siguientes:
- I, acorde menor.
- II, acorde menor.
- III, acorde aumentado.
- IV, acorde mayor.
- V, acorde mayor.
- VI, acorde disminuido.
- VII, acorde disminuido.

Usos
Los compositores no han sido constantes en el uso de las dos formas de la escala menor melódica. Los compositores con frecuencia requieren el 7º grado rebajado que se encuentra en la menor natural para evitar la tríada aumentada (III) que surge en la forma ascendente de la escala.
Ejemplos del uso de la menor melódica en rock y música popular incluyen «Sorry Seems to Be the Hardest Word» de Elton John, que hace, «un guiño a la práctica común... mediante el uso de F♯ [como penúltima nota de la cadencia final».  La composición Yesterday de los Beatles  también utiliza en parte la escala menor melódica.

### Escala menor bachiana
En algunos textos de teoría musical, se denomina así a esta escala, en honor al músico y compositor alemán Johann Sebastian Bach, quien usaba los grados alterados de manera ascendente y descendente. Tiene sus VI y VII grados ascendidos, como muestra el siguiente ejemplo:

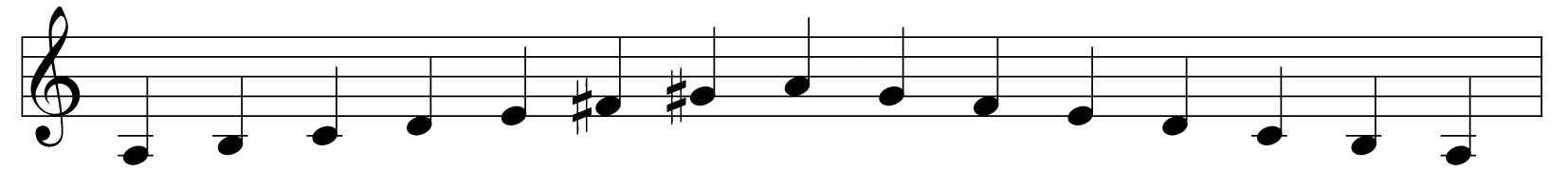
Escala menor bachiana (tanto ascendiendo como descendiendo se alteran los grados VI y VII).

Los acordes que se forman en cada grado de esta escala son los siguientes:
- I, acorde menor
- II, acorde menor.
- III, acorde aumentado.
- IV, acorde mayor.
- V, acorde mayor.
- VI, acorde disminuido
- VII, acorde disminuido

### Modos relacionados
En el sistema occidental, derivado del sistema de modos griegos, la escala principal que incluye la tercera menor es el modo eólico; la tercera menor también se produce en el modo dórico, el frigio y el locrio. El modo dórico es como el modo menor pero con una sexta mayor. El modo frigio es igual que el modo menor pero con una segunda menor.
Dentro de las escalas diatónicas menores existen cuatro modos menores, que corresponden al segundo, tercer, sexto y séptimo grado, siendo este último semidisminuido ya que su quinta es ♭. Las cuatro cumplen con la ♭3 y ♭7 y las variaciones aparecen en las notas, 2 6 5.
- Dórica: corresponde al segundo grado de una escala mayor, su forma es: 1 2 ♭3 4 5 6 ♭7. Es la escala más usada para acordes menores en el jazz,  inclusive en el folklore argentino, así como la melódica.
- Frigia: corresponde al tercer grado de una escala mayor, su forma es: 1 ♭2 ♭3 4 5 ♭6 ♭7. Muy utilizada en el flamenco, por la utilización de la cadencia frigia, finalizando en el 5ª.
- Eólica: corresponde al sexto grado de una escala mayor, su forma es 1 2 ♭3 4 5 ♭6 ♭7.
- Locria: corresponde al séptimo grado de una escala mayor, su forma es 1 ♭2 ♭3 4 ♭5 ♭6 ♭7. Pero las escalas del 7º grado, suele corresponder a ser de acordes disminuidos.